# Lådbil
En lådbil är i allmänhet ett mindre, billiknande fordon som kan vara tillverkat av en mängd olika material. Oftast drivs den inte av en motor, utan till exempel av pedaler, att någon knuffar på den eller genom en lutande väg. En tävling där olika lådbilar tävlar mot varandra kallas lådbilsrally och sker i regel på en bana med lutning utför.

## Beskrivning

### Översikt
Ofta byggs lådbilar med hjälp av återvunnet material, så som hjul från gamla trasiga barnvagnar, staket, gamla brädor och så vidare.
Fordonstypen kallas på engelska ofta gravity racer eller soapbox. Det förstnämnda namnet syftar på att en lådbil utan motor i regel använder gravitationskraften i en utförsbacke för att driva fordonet. Det andra namnet påminner om att olika sorters trälådor är bra att ha om man vill snickra till en riktig kaross.

### Motor
Ibland kan lådbilar förses med motor. Uppfinnaren Håkan Lans satte som tolvåring motor på en lådbil. Det handlar ofta om små elmotorer på under 1 kW.

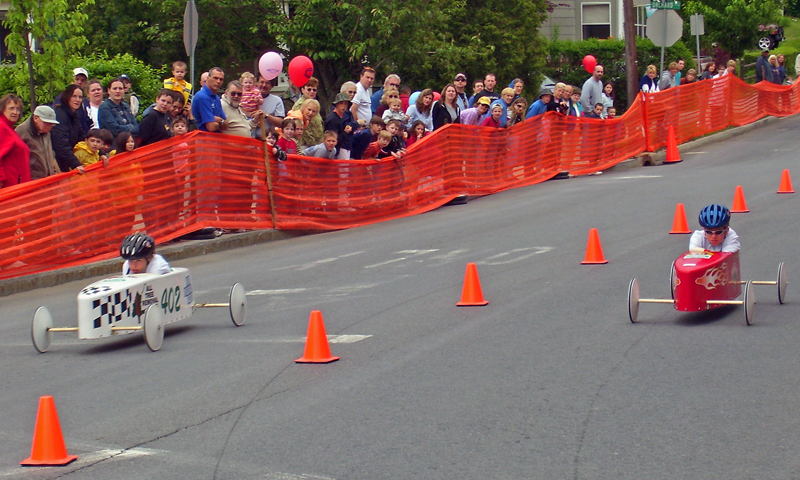
Ett lådbilsrally i USA.

## Tävlingar
Det amerikanska konceptet soapbox racer introducerades i Sverige våren 1943 i tidningen Teknik för alla, som också arrangerade den första tävlingen efter amerikanska regler, där föraren även måste vara konstruktör och byggmästare.
I hastighetstävlingar med lådbil (lådbilsrallyn) tävlar man i utförsbackar, ofta med två bilar sida vid sida motsvarande dragracing. Beroende på banans lutning och längd samt förarnas mod kan man nå över 110 km/h i hastighet.
På grund av att lådbilar är oregistrerade hemmabyggen är det upp till förarna själva att testa effektiviteten hos (eventuella) bromsar. Det innebär också att lådbilar inte är godkända att framföras på allmän väg bland större fordon.

## Källhänvisningar
Den här artikeln är helt eller delvis baserad på material från engelskspråkiga Wikipedia, 28 november 2014.
1. ↑  "Håkan Lans". NE.se. Läst 19 januari 2015.
2. ↑  "El-motorkit – Lådbil". Arkiverad 19 januari 2015 hämtat från the Wayback Machine. Rull.se. Läst 19 januari 2015.
3. ↑  "EL kit till lådbilar". Arkiverad 19 januari 2015 hämtat från the Wayback Machine. Fyrhjuling.org. Läst 19 januari 2015.
4. ↑  Lillebilen − småfolkets racer i Teknik för Alla (1943-15)
5. ↑  ”Speed Gun Data - Cairngorm Soapbox Extreme - The UK's longest and fastest gravity race” (på engelska). Arkiverad från originalet den 23 juni 2014. https://web.archive.org/web/20140623194005/http://soapboxracing.co.uk/files/speed%20gun%20data_0.pdf. Läst 19 januari 2015.